# ويليام هنري سكينر
ويليام هنري سكينر (بالإنجليزية: William Henry Skinner)‏ هو مهندس معماري نيوزلندي، ولد في 1838 في نيوبورت في المملكة المتحدة، وتوفي في 1915.